# 麥卡錫冰川
86°4′S 127°24′W / 86.067°S 127.400°W
麥卡錫冰川（英語：McCarthy Glacier）是南極洲的冰川，位於瑪麗伯德地，處於威斯康辛山脈南面，最終與奧倫坦吉冰川匯流，美國地質調查局根據測量和該國海軍的空中照片繪入地圖，現時由南極條約體系管理。